# Grimbosq
Grimbosq és un municipi francès situat al departament de Calvados i a la regió de Normandia. L'any 2007 tenia 280 habitants.

## Demografia

### Població
El 2007 la població de fet de Grimbosq era de 280 persones. Hi havia 117 famílies de les quals 28 eren unipersonals (16 homes vivint sols i 12 dones vivint soles), 49 parelles sense fills, 36 parelles amb fills i 4 famílies monoparentals amb fills.
La població ha evolucionat segons el següent gràfic:
Habitants censats

### Habitatges
El 2007 hi havia 140 habitatges, 118 eren l'habitatge principal de la família, 10 eren segones residències i 11 estaven desocupats. Tots els 139 habitatges eren cases. Dels 118 habitatges principals, 96 estaven ocupats pels seus propietaris, 20 estaven llogats i ocupats pels llogaters i 2 estaven cedits a títol gratuït; 5 tenien dues cambres, 18 en tenien tres, 32 en tenien quatre i 63 en tenien cinc o més. 94 habitatges disposaven pel capbaix d'una plaça de pàrquing. A 46 habitatges hi havia un automòbil i a 64 n'hi havia dos o més.

### Piràmide de població
La piràmide de població per edats i sexe el 2009 era:
| Homes | Edats   | Dones |
| ----- | ------- | ----- |
| 0     | 95 o +  | 0     |
| 0     | 90 a 94 | 4     |
| 0     | 85 a 89 | 0     |
| 0     | 80 a 84 | 4     |
| 8     | 75 a 79 | 8     |
| 4     | 70 a 74 | 8     |
| 0     | 65 a 69 | 4     |
| 4     | 60 a 64 | 8     |
| 4     | 55 a 59 | 8     |
| 16    | 50 a 54 | 4     |
| 8     | 45 a 49 | 28    |
| 16    | 40 a 44 | 12    |
| 16    | 35 a 39 | 4     |
| 12    | 30 a 34 | 20    |
| 0     | 25 a 29 | 4     |
| 8     | 20 a 24 | 4     |
| 16    | 15 a 19 | 16    |
| 4     | 10 a 14 | 4     |
| 8     | 5 a 9   | 4     |
| 8     | 0 a 4   | 16    |

## Economia
El 2007 la població en edat de treballar era de 186 persones, 145 eren actives i 41 eren inactives. De les 145 persones actives 136 estaven ocupades (71 homes i 65 dones) i 9 estaven aturades (5 homes i 4 dones). De les 41 persones inactives 20 estaven jubilades, 9 estaven estudiant i 12 estaven classificades com a «altres inactius».

### Ingressos
El 2009 a Grimbosq hi havia 112 unitats fiscals que integraven 271 persones, la mediana anual d'ingressos fiscals per persona era de 21.153 €.

### Activitats econòmiques
Dels 6 establiments que hi havia el 2007, 1 era d'una empresa alimentària, 3 d'empreses de construcció, 1 d'una empresa d'hostatgeria i restauració i 1 d'una empresa de serveis.
Dels 3 establiments de servei als particulars que hi havia el 2009, 1 era un guixaire pintor, 1 fusteria i 1 electricista.
L'any 2000 a Grimbosq hi havia 8 explotacions agrícoles que ocupaven un total de 350 hectàrees.

## Poblacions més properes
El següent diagrama mostra les poblacions més properes.